# Three (U2)
Three è il primo EP del gruppo rock irlandese U2, pubblicato per la Columbia Records nel 1979.

## Storia
Fu prodotto da Chas de Whalley e reso disponibile esclusivamente sul mercato irlandese.
Registrato presso i Windmill Lane Studios, fu pubblicato, inizialmente, in mille copie numerate a mano. A seguito del successo, questa opera è diventata un importante cimelio per collezionisti, soprannominata anche "the famous 1000".

## Copertina
In questa prima pubblicazione, la band ha inciso il proprio nome sulla confezione del vinile aggiungendo un trattino tra le due lettere, trasformandolo così in "U-2".
Il bambino sulla copertina è Peter Rowen, a 5 anni circa, fratello di Guggi, amico di Bono. Peter è anche presente sulle copertine di Boy (1980), War (1983), The Best of 1980-1990 (1998) e Early Demos.

## Tracce
Testi di Bono, musiche di U2.
1. Out of Control – 3:50
2. Stories for Boys – 2:39
3. Boy/Girl – 3:21

Durata totale: 9:50

## Formazione

### U2
- Bono – voce
- The Edge – chitarra e voce
- Adam Clayton – basso
- Larry Mullen Jr. – batteria

### Produzione
- U2, Chas de Whalley – produzione

## Tour promozionale
Per promuovere l'EP, il gruppo intraprese lo U2-3 Tour durante il 1979 e il 1980.

## Riedizione del 2019
Nel contesto del Record Store Day del 2019, il gruppo ha deciso di pubblicare una nuova versione di Three, in vinile 12". La ripubblicazione di questa opera è in concomitanza con il quarantesimo anniversario dell'anno della sua prima uscita. Il singolo ripropone le medesime canzoni ma rimasterizzate. Anche questa pubblicazione è stata effettuata in un'edizione limitata ma di 7000 copie.  Sull'etichetta del vinile viene riprodotto il nome originario della band, che compariva anche nella prima pubblicazione, ossia "U-2".